# Елачич, Евгений Александрович
Евгений Александрович Елачич (Evgenij Jelacić, Јелачић; 19 октября [1 ноября] 1880, Киев — 1944, Белград) — российский естествовед, историк и писатель, автор научно-популярных и детских книг; просветитель по биологии, зоологии и детскому образованию; эмигрант.

## Биография
Предок Евгения — хорват Йеллачич прибыл в Россию около 1740 года. Дед Елачич Франц Иосифович (1808—1888) организовал клинику в Казанском университете.
Отец Александр Францевич Елачич (21 февр. 1847—1916), надворный советник, помещик-дворянин Казанской губернии, был женат на Софии Кирилловне Холодовской (1851—1929), брак заключён 18 июля 1871 года. Мать приходилась родной тётей композитору И. Ф. Стравинскому. Отец унаследовал поместье «Павловка» в Самарской губернии. Помимо Евгения, в семье было ещё четверо детей. Старшие братья:
- Николай (25.04.1872—19.02.1938[6]) — помощник секретаря Государственного совета; преподаватель музыки, репрессирован при Сталине[5];
- Сергей (род. 01.04.1874) и Михаил (род. 19.09.1876)[5].

Младший брат Гавриил (29 марта 1894 — 24 марта/6 апреля 1941), поручик гвардейского Московского полка, поэт и оккультист.
Евгений Александрович родился в Киеве. Обучался в Санкт-Петербурге, в Первой гимназии, имел склонность к словесным наукам. Поступил в Петербургский университет на математическое отделение (1898), но перевёлся на естественно-историческое. В 1899 году активно оказывал трудовую помощь пострадавшим от неурожая крестьянам Спасского уезда Казанской губернии (где у семьи Елачичей было небольшое имение). Получив университетский диплом (1903), был послан Министерством народного просвещения в Германию с целью изучения тамошнего начального образования в городских и сельских школах. По возвращении (осень 1903), был принят в Петербургское уездное земство и преподавал в земской пригородной школе. В чине коллежского секретаря был назначен в петербургский учебный округ (1904), затем инспектором народных училищ в Шлиссельбург. Состоял в Постоянной комиссии по устройству народных чтений (1900—1910-е годы). С 1904 занимался популяризацией биологии и зоологии в виде лекций и книг, его первой книгой стал труд «Происхождение видов и дарвинизм» (СПб., 1904). Перевёл и издал две книги немецкого зоолога А. Э. Брема (СПб., 1904—1905). От Попечительства о домах трудолюбия и работных домах заботился о пострадавших от неурожая 1905 года (см. Голод в истории России), за что впоследствии (1907) получил орден св. Анны 3-й степени. Запросил отставку (1905) и получил увольнение (1906). Кроме научно-популярных книг, стал издавать свои рассказы для детей и подростков.
В 1909—1910 годах проживал в Самаре. В 1910 году стал титулярным советником по выслуге лет. С 1911 по 1917 годы редактировал журнал «Что и как читать детям?».
После революции — участник Белого движения; председатель воинского кооператива ВСЮР (1920). В 1921 году эмигрировал через Одессу в Сербию. В Белграде преподавал природоведение, химию и немецкий язык в I-й русской мужской гимназии и вёл шахматный кружок; ученики звали его «Халдеем» за бородку клином. С 1923 жил в Чехословакии, активно участвовал в работе Педагогического бюро по делам средней и низшей русской школы за границей, в разработке учебных планов и программ для школ беженцев. В журнале «Русская школа за рубежом» вёл раздел по детской литературе. В 1926 году вернулся в Белград. В 1928 году стал основателем «Союза ревнителей чистоты русского языка» (просуществовал до 1940 года; издавал тексты с призывами сохранения русского языка, устраивал собрания, посвящённые русской литературе). Был вегетарианцем. Состоял в Русском музыкальном обществе Белграда, где читал лекции о русской музыке, а также был видным членом «Российского союза городов».

### Семья
Жена (со 2 июля 1906 года; венчание в церкви лейб-гвардии Семёновского полка в Петербурге): Вера Ивановна, дочь коллежского советника Ивана Ивановича Рихтера, управляющего железными дорогами Санкт-Петербурга — преподаватель географии в Русской женской гимназии Белграда до 1933 года. В России у них родились дочери: Татьяна, Ольга и Мария.
В 1944 году вместе с женой стал жертвой дражиновцев (отряды генерала Дражи Михайловича) на юге Сербии.

## Педагогические взгляды
Елачич предлагал до 9 лет ребёнка образовывать непосредственным, живым общением с природой и окружающим миром, — ведь у ребёнка реальные впечатления предшествуют отвлечённым понятиям, и уже затем переходить на знакомство с литературными произведениями, добиваясь вдумчивого отношения к читаемому тексту. Воспитателю необходимо:
- во-первых, «оградить ребенка от доступа к нему скверных, слабых, бездарных книг»,
- во-вторых, «помочь ребенку в выборе наиболее для него подходящей (по его способностям, развитию, индивидуальным запросам) книги»,
- в-третьих, «научить его читать и понимать, читать и переживать, чувствовать».

Сохраняя свободу выбора книг для чтения, её, однако, нужно ограничивать читательским авторитетом учителя. Ребёнок должен стать «как бы активным участником всех развертывающихся перед ним при чтении явлений и событий». И необходимо выяснять, что понимает ребёнок под определёнными словесными образами, не ошибается ли он, как, например, было в практике Елачича: «дремлет под лепечки» (а не «подле печки»). Чтение обязательно должно войти в привычку.

## Труды

### Книги
Издания в России
- Научно-популярные книги
  - «Происхождение видов и дарвинизм» (СПб., Типо-литография Шредера, 1904)
  - «Из жизни природы» (СПб., 1905; 2-е изд., П., 1915)
  - «Как животные защищаются от своих врагов» (Спб. : Подвиж. музей учеб. пособий при Постоян. комис. по техн. образованию Имп. Рус. техн. о-ва, 1905. — 71с., с илл.)
  - «О происхождении домашних животных» (СПб., 1907; 4-е изд., М.- П., 1924)
  - «Жизнь в тропическом лесу Африки» (СПб., 1908; 3-е изд., П., 1915)
  - «О вымерших животных. Пресмыкающиеся» (М., 1908; 2-е изд., М.- П., 1923)
  - «О глазах и чувстве зрения животных» (С 25 рис. в тексте — СПб. : Постоян. комис. нар. чтений, 1908. — 48с.)
  - «О происхождении птиц и о вымерших птицах» (М., 1909-10; 3-е изд., М., 1924)
  - «Слоны, окапи и их вымершие родичи» (СПб., 1909)
  - «Крайний север, как родина человечества, на основании новых исследований естественно-исторических и филологических наук» (СПб., 1910)
  - «О душевной деятельности животных» (ч. 1, М., 1912; 2-е изд. М., Гос. изд-во, 1922; 3-е изд., М., 1926)
  - «Что надо знать каждому о сыпном тифе», 1919 (последняя книга в России[2]).

В 1922—1926 годы книги Евгения Елачича переиздавались в России, хотя сам автор уже эмигрировал. Были издания под искажённой фамилией — Елагич Е.
- Для начального чтения[2]:
  - «Пять рассказов и Фыр-Фырка» (СПб., 1907; 3-е изд., П., 1916),
  - «Ваня, или То, что может случиться с каждым» (СПб., 1907; 3-е изд., П., 1916),
  - «О том, как дети мыли пол, и другие рассказы» (3-я кн. рассказов для детей мл. возраста; СПб., 1907),
  - «Мордочка и еще пять рассказов» (4-я кн. рассказов; СПб., 1908).
  - «Стихи и пять рассказов для детей младшего возраста» (5-я кн. рассказов; СПб.: Товарищество художественной печати, 1909—1910. — 98 с., с илл.)
  - «Медведик и другие рассказы» (6-я кн. рассказов; СПб., 1913)
- Для подростков[2]: «Рассказы из жизни животных» (СПб., 1911).

Издания в эмиграции
- Сборник рассказов «Сильные духом», Белград, 1930[2].

### Переводы
Сделал переводы двух книг немецкого зоолога А. Э. Брема:
- «Тундра, её животный и растительный мир» (СПб., 1905),
- «Птичьи горы в Лапландии» (СПб., 1906).

### Научно-популярные статьи
Сотрудничал в журналах «Русская школа» (с 1904), «Родник» (с 1907), «Детский отдых» (1904—07), «Для народного учителя» (1908), «Игрушечка» (1909), «Естествознание и география» (1910), «Вестник Европы» (1910), «Красные зори» (1910), «Школа и жизнь» (с 1910), «Что и как читать детям?» (1911—1917), «Педагогическое обозрение», «Обновление школы» (с 1912), «Русский учитель» (с 1912). Печатался в журналах «Современный мир» (1909—1910) и «Современник» (1912—1914).
- Книга «Сборник статей по вопросам детского чтения» (СПб., 1914)